# تین سربیچ

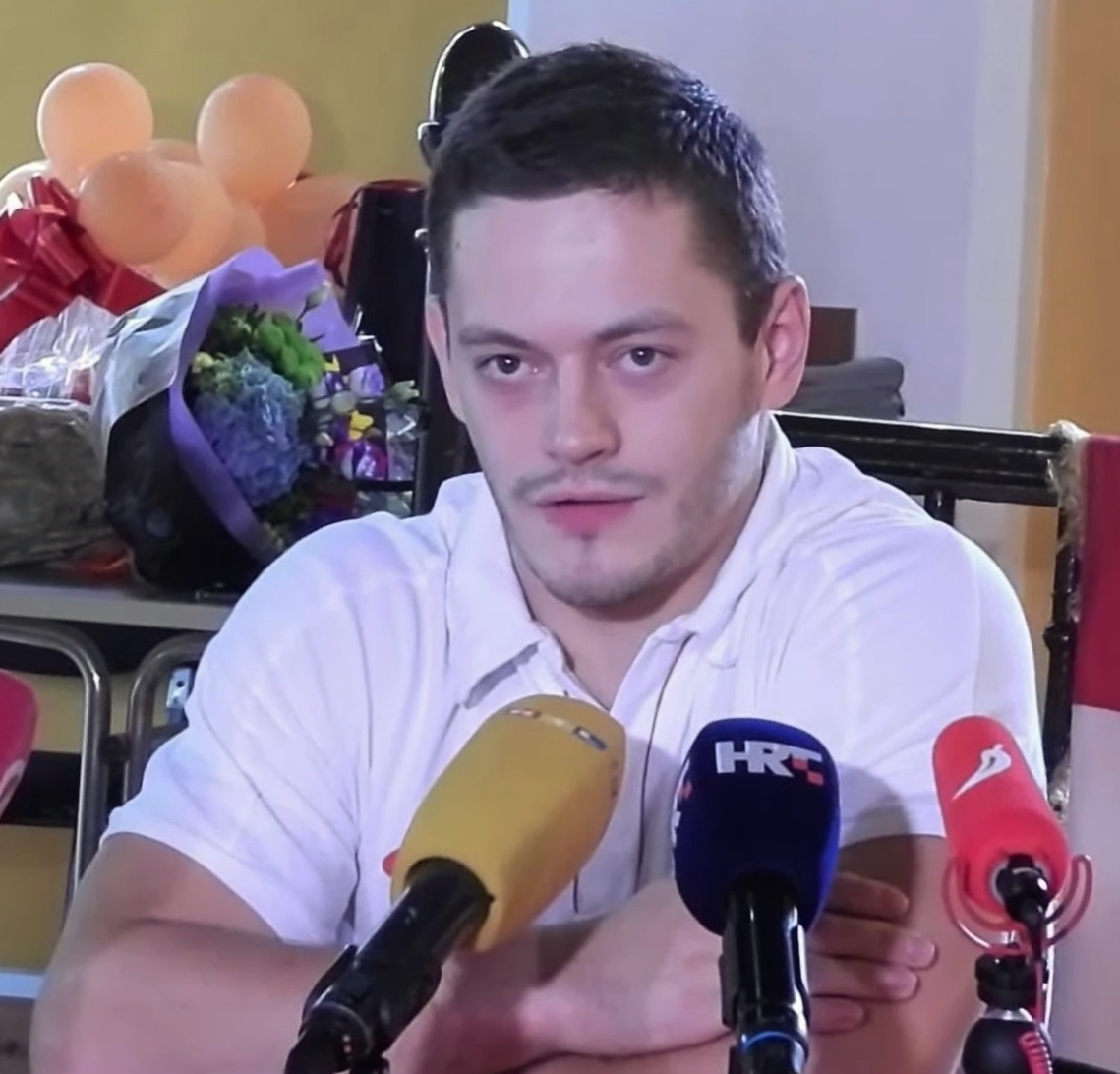
تین سربیچ اهل کرواسی ژیمناست هنری

تین سربیچ (کرواتی: Tin Srbić؛ زادهٔ ۱۱ سپتامبر ۱۹۹۶) ژیمناست هنری اهل کرواسی است.